# Jojó Fernandes
Pour les articles homonymes, voir Fernandes.
Jorge Miguel Moreira Larrouy Fernandes, plus connu sous le nom de Jojó (né le 6 septembre 1970 à Tete au Mozambique portugais) est un joueur de football international mozambicain, qui évoluait au poste de milieu de terrain.

## Biographie
Jojó Fernandes joue 24 matchs en première division portugaise sous les couleurs du club de Belenenses, et 215 matchs en deuxième division portugaise.
Avec l'équipe du Mozambique, il joue 77 matchs (pour 11 buts inscrits) entre 1989 et 2003. 
Il figure dans le groupe des sélectionnés lors des CAN de 1996 et de 1998, où son équipe est éliminée à chaque fois au premier tour.

## Carrière
| Saison    | Club                   | Pays       |
| --------- | ---------------------- | ---------- |
| 1987-1988 | Desportivo Tete        | Mozambique |
| 1989-1991 | Costa do Sol           | Mozambique |
| 1992      | Ferroviário Maputo     | Mozambique |
| 1992-1993 | Boavista               | Portugal   |
| 1993      | União Leiria           | Portugal   |
| 1993-1995 | AD Ovarense            | Portugal   |
| 1995-1997 | FC Penafiel            | Portugal   |
| 1997-1999 | CF Belenenses          | Portugal   |
| 1999-2005 | Sporting de Espinho    | Portugal   |
| 2005-2007 | Frazer Park FC         | Australie  |
| 2007-2009 | Bonnyrigg White Eagles | Australie  |

## Palmarès
- Élu meilleur arrière droit de la CAN 98 au Burkina Faso